# 389 Industrija
389 Industrija (mednarodno ime je 389 Industria) je asteroid tipa S (po Tholenu in SMASS) v asteroidnem pasu. 

## Odkritje
Asteroid je odkril francoski astronom Auguste Honoré Charlois ( 1864 – 1910) 8. marca 1894 v Nici. Poimenovan je po latinskem  izrazu za marljivost.

## Lastnosti
Asteroid Industrija obkroži Sonce v 4,21 letih. Njegova tirnica ima izsrednost 0,066, nagnjena pa je za 8,121° proti ekliptiki. Njegov premer je 79,23 km .